# Vall de Ebo
Vall de Ebo è un comune spagnolo  situato nella comunità autonoma Valenciana.